# Arthur Rubinstein
Arthur Rubinstein, geboren als Artur Rubinstein (Łódź, 28 januari 1887 – Genève, 20 december 1982), was een Pools-Amerikaans pianist, vooral bekend van zijn uitvoeringen van de muziek van Chopin en zijn liefde voor de Spaanse muziek. Hij was niet verwant met de 19de-eeuwse pianist-componist Anton Rubinstein.

## Carrière

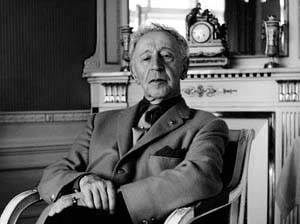
Rubinstein in 1963

Rubinstein werd geboren in Łódź. Zijn familie was joods. Hij studeerde aan de Szkoła Główna Muzyki (hoofdschool voor muziek), de latere Frédéric Chopin Muziekacademie, in Warschau en maakte zijn muzikaal debuut in Berlijn in 1900, gevolgd door optredens in Duitsland en Polen. In 1904 vertrok hij naar Parijs, waar hij de componisten Ravel, Dukas en Saint-Saëns en de violist Jacques Thibaud ontmoette.
Rubinstein maakte zijn Amerikaanse debuut in New York in de Carnegie Hall in 1906 en reisde door de Verenigde Staten, Oostenrijk, daarna Italië en Rusland. Het succes kwam hem niet aanwaaien; in 1908 zat hij aan de grond, ook financieel, en nadat hij in Berlijn uit zijn hotelkamer gezet dreigde te worden, probeerde hij zich op te hangen. Dit mislukte, en daarna kwam hij volkomen tot inkeer en hield hij voortaan van het leven. In 1912 maakte hij zijn debuut in Londen.
Tijdens de Eerste Wereldoorlog woonde Rubinstein hoofdzakelijk in Londen, en begeleidde daar violist Eugène Ysaÿe. Van 1916 tot 1917 reisde hij door Spanje en Zuid-Amerika, en ontwikkelde enthousiasme voor de muziek van Enrique Granados, Isaac Albéniz, Heitor Villa-Lobos en Manuel de Falla. In de jaren twintig ging hij enkele malen naar de Verenigde Staten op concerttournee samen met zijn vrienden, de violist Pawel Kochański en de pianist en componist Karol Szymanowski. In 1932 trok hij zich verscheidene maanden terug uit de muzikale wereld om aan zijn techniek en repertoire te werken.
Tijdens de Tweede Wereldoorlog woonde Rubinstein in de Verenigde Staten. Hij werd in 1946 genaturaliseerd tot Amerikaans staatsburger. Na de oorlog heeft hij nooit meer in Duitsland willen optreden, omdat een groot deel van zijn familie onder het naziregime was uitgemoord. In een interview in 1965 legde hij uit dit tegenover zijn Duitse bewonderaars te betreuren, maar trouw te zullen blijven aan een eed die hij had gezworen. De enige uitzondering was tijdens een bezoek aan Hamburg een jaar later, waar hij zijn oude piano na ruim 60 jaar weer bespeelde voor een camera-ploeg.
Hoewel hij het bekendst is als solopianist, was Rubinstein ook een eminente kamermusicus. Naast de muziek van Chopin registreerde hij ook de muziek van Beethoven, Brahms, Schubert, Schumann en Dvořák. Rubinstein maakte zijn eerste opname reeds in 1910 (de 10e rhapsodie van Liszt), maar was ontevreden over de technische kwaliteit van de akoestische opname, en stelde verdere opnamen uit tot de komst van de elektrische registratie, bijna 20 jaar later. Sinds die tijd werkte Rubinstein exclusief voor RCA. In de jaren zestig speelde hij vele van zijn eerdere grammofoonplaten opnieuw in stereo.
Hij had een fotografisch en ook fonografisch geheugen, zoals hijzelf beschreef en zoals door zijn vrienden af en toe succesvol werd getest. Volgens zijn autobiografie studeerde hij met mate, omdat hij vond dat te veel studeren ten koste ging van de levende muziek, en leerde hij de Variations Symfoniques van César Franck door het lezen van de bladmuziek in de trein onderweg naar het concert. Tijdens zijn tournee in Nederland in 1968 speelde hij zowel zijn recital in het Circustheater als zijn concert in het Kurhaus geheel uit het hoofd. Bij laatstgenoemd concert demonstreerde hij nog een andere karakteristieke prestatie, n.l. meer dan één pianoconcert tijdens één uitvoering (in dit geval: voor de pauze het 2e pianoconcert van Chopin en na de pauze het 5e van Beethoven). Voorts had hij extreem grote handen, waarmee hij een duodeciem (octaaf plus kwint) kon omspannen, zoals hij liet zien tijdens een televisie-interview met Dick Cavett in 1974.
In 1976 trok hij zich definitief terug uit de muziek, omdat zijn gezondheid en ook zijn gezichtsvermogen achteruitging. Zes jaar later overleed hij in Zwitserland op 95-jarige leeftijd..

## Onderscheidingen
- 1971 – Léonie Sonning Music Prize[1]
- 1976 – Presidential Medal of Freedom[2] ("presidentiële vrijheidsmedaille"), de hoogste burgerlijke onderscheiding in de VS
- 1977 – Ridder Commandeur in de Orde van het Britse Rijk
- Grootofficier in het Legioen van Eer
- Commandeur in de Orde van Verdienste van de Republiek Italië
- Officier in de Leopoldsorde
- eredoctoraat van de Frédéric Chopin Muziekacademie in Warschau

Grammy Award voor de beste kamermuziekuitvoering:
- Pierre Fournier, Arthur Rubinstein & Henryk Szeryng voor Schuberts pianotrio’s nr. 1 in B, op. 99 en nr. 2 in E, op. 100 (Grammy Awards 1976)
- Pierre Fournier, Arthur Rubinstein & Henryk Szeryng voor Brahms’ trio’s en Schumanns trio nr. 1 in d mineur (Grammy Awards 1975)
- Arthur Rubinstein voor Beethovens pianosonate nr. 21 in C (Waldstein) en nr. 18 in Es (Grammy Awards 1960)

Grammy Award voor de beste instrumentale solo-uitvoering (zonder orkest):
- Beethoven: pianosonate nr. 18 in Es / Schumann: Fantasiestücke op. 12 (Grammy Awards 1978)
- Beethoven: pianosonate nr. 21 in C (Waldstein) en nr. 18 in Es (Grammy Awards 1960)

Grammy Lifetime Achievement Award
- In 1994 werd Rubinstein postuum de Grammy Lifetime Achievement Award toegekend.

- Bibsys: 90127450
- Biblioteca Nacional de España: XX854076
- Bibliothèque nationale de France: cb119230678 (data)
- Catàleg d'autoritats de noms i títols de Catalunya: 981058517400206706
- CiNii: DA00367967
- Gemeinsame Normdatei: 118603612
- International Standard Name Identifier: 0000 0001 2028 5187
- Library of Congress Control Number: n81125304
- Nationale Bibliotheek van Letland: 000198731
- MusicBrainz: 7cc89d05-3db5-4d08-bea0-9c328aa56c39
- Bibliotheek van het Japanse parlement: 00454911
- Nationale Bibliotheek van Tsjechië: js20011212099
- Nationale bibliotheek van Australië: 35934734
- Nationale Bibliotheek van Israël: 987007267457805171
- Nationale Bibliotheek van Polen: a0000001180091
- Nationale en Universitaire bibliotheek Zagreb: 000184576
- Nederlandse Thesaurus van Auteursnamen: 06835844X
- Istituto Centrale per il Catalogo Unico: BRIV169180
- LIBRIS: 210794
- SNAC: w62806mr
- Système universitaire de documentation: 028131274
- Trove: 1152906
- Virtual International Authority File: 73859563
- WorldCat: E39PBJxmBGF4wPmvJfPKGg3CwC